# Ковальчук Володимир Олександрович (волейболіст)
Володимир Олександрович Ковальчук (нар. 22 квітня 1984, Рівне) — український волейболіст, гравець збірної України та румунського клубу «Залеу».

## Життєпис
Народився 22 квітня 1984 року в м. Рівному.
Навчався в Кам'янець-Подільському національному університеті імені Івана Огієнка.
Грав у харківських клубах «Юракадемія» (2003—2005, 2007—2008, 2009—2011) і «Локомотив» (2013—2017), черкаському «Імпексагро Спорті» (2008—2009), красноперекопській «Кримсоді» (2011—2012), махачкалинському «Дагестані» (2017—2018), ізраїльському «Хапоель Мате Ашер» (у сезоні 2018—2019 його одноклубником був, зокрема, Станіслав Невядомський), білоруському «Будівельнику» (Мінськ, 2019—2020), чеській «Дуклі» (Ліберець, 2020—2021).

## Досягнення
У збірній
- переможець Золотої Євроліги 2017.

Клубні
- чемпіон України 2014, 2015, 2016, 2017,
- чемпіон Ізраїлю 2019[6]

Особисті
- кращий подавальник Української суперліги 2014—2015,
- кращий подавальник Золотої Євроліги 2017[7]